# Юшково (Челябинская область)
Юшково — село в Каслинском районе Челябинской области России. Входит в состав Огневского сельского поселения.

## Географическое положение
Село Юшково находится на правом берегу реки Синары, вблизи места впадения в неё реки Топки, примерно в 38 километрах к северо-востоку от районного центра, города Касли, на высоте 194 метров над уровнем моря. Западная часть села расположена по обоим берегам речки Топки (или Пороховки), а восточная — на правом берегу реки Синары. Местность, занимаемая селом, степная и низменная, почва – суглинистая. 

## История села
Деревня Алчеева была заселена башкирами, русское поселение было основано в начале XVIII века. Название Юшково оно получило от первого поселенца Василия Юшкова, по прозванию «Страшного», названого из-за высокого роста и богатырской силы, а потому в драках с башкирами всегда оставался победителем. Русские поселенцы постепенно вытеснили башкир на юг и образовали поселок Юшково. Основным занятием сельчан было  земледелие.
В период коллективизации было создано несколько колхозов (имени Валиша, имени Дзержинского и имени Дмитрова), которые позднее были объединены в колхоз «Путь к коммунизму». С 1960 года на территории села располагалось отделение совхоза «Багарякский».

## Храм во имя святых Космы и Дамиана
1 июля 1848 года был заложен деревянный храм, который был построен из старого храма, купленного в селе Арамильском Екатеринбургского уезда, затем был освящён в честь святых бессребреников Космы и Дамиана 1 ноября 1850 года. В 1899 году по распоряжению Епархиального начальства деревянный храм был разобран, а лес был использован на постройку церковно-приходской школы. 1 июля 1892 года был заложен новый каменный храм, который был освящён 31 октября 1897 года. В начале XX века причт состоял из 1 священника и 1 псаломщика.

## Школа
В 1888 году была организована церковно-приходская школаа8.

## Население
| 2002 | 2010 |
| ---- | ---- |
| 343  | ↘272 |

В 1781 году в деревне Юшковой, как видно из документов Коневской Николаевской церкви, значилось 37 дворов.
По данным Всероссийской переписи, в 2010 году численность населения села составляла 272 человек (126 мужчин и 146 женщин).

## Улицы
Уличная сеть села состоит из 6 улиц.